# 靖西七·一一事件
靖西事件是2010年7月11日在广西壮族自治区靖西发生一起群体性暴力冲突事件。该事件起因于山东信发铝厂的污染。7月11日，铝厂的工人正在修路，当地的壮族群众本来就对该厂有不满，便前来交涉。此时，信发铝厂不顾村民的诉求，使用暴力驱赶村民。第二天，附近的壮族村民自发地聚集在铝厂门口，对该厂实施报复，3人当场死亡。随着事件升级，靖西县警方立刻派出大量警力前来疏散村民。